# Linum thracicum
Linum thracicum là một loài thực vật có hoa trong họ Linaceae. Loài này được Degen mô tả khoa học đầu tiên năm 1893.